# Bazyli (Kułakow)
Bazyli, imię świeckie Arkadij Jurjewicz Kułakow (ur. 18 października 1971 w Tomsku) – rosyjski biskup prawosławny.

## Życiorys
Ukończył studia medyczne na Uniwersytecie Medycznym w Tomsku. W 1997 r. wstąpił jako posłusznik do monasteru św. Michała Archanioła w Kozysze. Tam też 4 kwietnia tego samego roku złożył wieczyste śluby mnisze przed biskupem nowosybirskim i berdskim Sergiuszem, przyjmując imię zakonne Bazyli na cześć św. Bazylego Mangazejskiego. 23 kwietnia 1997 r. w soborze Wniebowstąpienia Pańskiego w Nowosybirsku został wyświęcony na hierodiakona, zaś 23 sierpnia – na hieromnicha. Od 1997 do 2000 r. kierował placówką filialną monasteru we wsi Wierch-Czik, koordynując budowę cerkwi Wprowadzenia Matki Bożej do Świątyni. W latach 1998–2000 był również, w trybie zaocznym, słuchaczem seminarium duchownego w Tomsku.
W latach 2001–2002 brał udział w budowie nowego soboru Trójcy Świętej w Nowosybirsku. W 2002 r. był proboszczem parafii Obrazu Chrystusa Nie Ludzką Ręką Uczynionego w Wiengierowie, zaś w latach 2002–2005 parafii w Ordynskim, gdzie wzniósł dwie świątynie. W 2004 r. ukończył studia teologiczne na Moskiewskiej Akademii Duchownej. 
W 2005 r. objął godność przełożonego monasteru Trójcy Świętej i św. Mikołaja w Gornych Kluczach (eparchia władywostocka). W monasterze zbudował nową świątynię Trójcy Świętej i odremontował zniszczoną w 1922 r. cerkiew Przemienienia Pańskiego, budował lub remontował również trzy cerkwie w innych, sąsiednich miejscowościach. W 2016 r. otrzymał godność ihumena.
9 lipca 2019 r. Święty Synod Rosyjskiego Kościoła Prawosławnego nominował go na biskupa pomocniczego eparchii chabarowskiej z tytułem biskupa nikołajewskiego. W związku z tą decyzją otrzymał godność archimandryty. Jego chirotonia biskupia odbyła się 24 lipca 2019 r. w soborze Chrystusa Zbawiciela w Moskwie, pod przewodnictwem patriarchy moskiewskiego i całej Rusi Cyryla.
W 2020 r. został przeniesiony na urząd biskupa armawirskiego.
W grudniu 2023 r. Święty Synod Rosyjskiego Kościoła Prawosławnego mianował go ordynariuszem eparchii jekatierinodarskiej i kubańskiej oraz zwierzchnikiem metropolii kubańskiej. W związku z tą decyzją 3 stycznia 2024 r. otrzymał godność metropolity.